# Miroslav Kľuch
Miroslav Kľuch (ur. 27 kwietnia 1969) – słowacki hokeista. Reprezentant Słowacji.

## Kariera
- ASVŠ / HC Dukla Trenczyn (1989-1991)
- MHC Martin (1993-1997)
- HK Nitra (1997-1999)
- SKH Sanok (1999-2000)
- UECR Huben (2001-2003)

Występował w mistrzostwach Czechosłowacji u schyłku ich istnienia, następnie w ekstralidze słowackiej (głównie w barwach drużyny z Martina), a ponadto w polskiej lidze w barwach klubu z Sanoka w sezonie 1999/2000.
W listopadzie 1998 trzykrotnie wystąpił w barwach narodowych reprezentacji Słowacji.

## Sukcesy i osiągnięcia
Klubowe
- Srebrny medal mistrzostw Czechosłowacji: 1990 z Duklą Trenczyn
- Brązowy medal mistrzostw Czechosłowacji: 1991 z Duklą Trenczyn
- Brązowy medal mistrzostw Słowacji: 1994 z MHC Martin